# Lògica computacional

Diagrama de les comportes lògiques

La lògica computacional  és la mateixa lògica matemàtica aplicada al context de les ciències de la computació. El seu ús és fonamental a diversos nivells: en els circuits computacionals, a la programació lògica i a l'anàlisi i optimització (de recursos temporals i espacials) d'algorismes.

## Circuits computacionals
El nivell menys abstracte dins d'un ordinador està constituït per circuits electrònics que responen a diferents senyals elèctrics, seguint els patrons de la lògica booleana, és a dir, comportes lògiques que tornen un valor depenent de les entrades que se li donen al sistema. Hi ha vuit comportes lògiques bàsiques amb les quals es poden formar sistemes molt complexos: AND, OR, Inverter, Buffer, NAND, NOR, XOR i XNOR. Totes elles es representen mitjançant un símbol i una taula de valors de veritat, que és simplement un quadre on s'ubiquen totes les possibles entrades i els valors que tornaria la comporta donats aquests valors.
Tot sistema computacional, per molt complex que sigui, no està compost per més que circuits electrònics que únicament entenen un llenguatge binari. La lògica computacional s'encarrega de modelar i optimitzar aquests sistemes a aquest nivell.